# Неоднорідність пласта
Неоднорідність — властивість пласта корисної копалини, що зумовлена просторовою зміною його структурно-фаціальних і літолого-фізичних характеристик.

## Загальна характеристика
Виділяють Н.п. за речовинним складом, пористістю, проникністю, товщиною, питомим електричним опором та ін. властивостями. Н.п. може характеризуватися різними показниками: коефіцієнтом відносної піщанистості, коефіцієнтом розчленованості та ін. Залежно від масштабу прояву розрізняють мікронеоднорідність і макронеоднорідність. Під мікронеоднорідністю розуміють мінливість породи одного літологічного типу, її структурних характеристик і залежних від них фізичних і колекторських параметрів. Макронеоднорідність виражається переважно в зміні порід різних літологічних типів (наприклад, прошарки і лінзи пустої породи тощо). За формою прояву і за напрямком розрізняють зональну Н.п., пов'язану, наприклад, з виклинюванням або літологічним заміщенням порід у латеральному напрямку, шарувату Н.п., зумовлену перешаровуванням порід одного літологічного типу з відмінними фізичними властивостями або порід різних типів.
За генезисом Н.п. може бути «первинною», тобто такою, яка проявилася в процесі седиментогенезу, і «вторинною», яка виникла під час діагенезу і епігенезу (наприклад, тріщинуватість).
У нафтогазопромисловій геології найважливіше значення має неоднорідність за фільтраційно-ємнісними властивостями, перш за все за проникністю, оскільки вона визначає співвідношення припливів нафти і газу до вибоїв свердловин, а отже, впливає на систему розробки покладу. Н.п. зумовлює нерівномірність вироблення нафтових пластів і просування води під час експлуатації покладу. Н.п. вивчається всією сукупністю геологічних, геофізичних і газогідродинамічних методів. Першочергове значення для пізнання неоднорідності має детальна попластова кореляція геологічно-геофізичних розрізів свердловин. Для обробки та інтерпретації даних цих методів дослідження широко застосовується математична статистика.

## Неоднорідність продуктивного пласта
Неоднорідність продуктивного пласта, (рос. неоднородность продуктивного пласта; англ. inhomoge-neity of a producing pay, non-uniformity of a pay bed, нім. Inhomogenität f der Produktionsschicht) — у нафтогазовидобутку — випадковий, хаотичний, непередбачуваний розподіл характеристик продуктивного пласта (товщини, коефіцієнтів пористості, проникності, нафтонасиченості, розчленованості, піщанистості тощо) по площі покладу, тобто як функція відстані між свердловинами.
Мінливість форми залягання і фізичних властивостей колекторів у межах розглядуваного продуктивного пласта (горизонту, експлуатаційного об'єкта) впливає на розподіл запасів нафти і газу, на характер переміщення рідин і газу при розробці, на обґрунтування технологічних рішень з розробки покладів. Вона виражається зміною літологічного складу однойменних пластів по площі, характером і ступенем чергування по розрізу нафтового (газового) горизонту проникних пластів з непро-никними, а також мінливістю фізичних властивостей колекторів, що зумовлена їх речовинним складом, структурою і тек-стурою порового (пустотного) простору. Ця зміна є порівняною з розмірами фільтраційного поля (з відстанями між свердловинами). Виділяють два умовних типи неоднорідності:
- а) мікронеоднорідність — зміна мікроскопічних ознак породи, що ви-значаються розміром, формою пор, їх співвідношенням, сполучуваністю і просторовим розподілом в межах пласта;
- б) макронеоднорідність — зміна значно більших за величиною макроознак пласта, що визначаються розміром, формою, співвідношенням, зв'язаністю проникних і непроникних порід, тобто його морфологією.

Достатньо повно морфологічну неоднорідність продуктивних пластів характеризує тільки комплекс параметрів: коефіцієнти піщанистості, розчленованості, зв'язаності.

## Різновиди неоднорідності пласта
Неоднорідність вертикальна, (рос. вертикальная неоднородность; англ. vertical inhomogeneity; нім. vertikale Inhomogenität f) — неоднорідність продуктивного пласта, яка проявляється в розчленованості розрізу продуктивного горизонту на пласти (прошарки)-колектори (піщані та алевролітові пласти), які чергуються з непроникними пластами (глинистими та аргілітовими) і кількість яких у межах покладу часто непостійна (внаслідок неповсюдного залягання проникних і непроникних порід і зменшення нафтогазонасиченої товщини в периферійній зоні покладу), а також у мінливості фізичних властивостей колекторів. Кількісно Н.в. характеризується коефіцієнтом зливання пластів, середньою товщиною одного пласта (прошарка)-колектора та ін. Див. неоднорідність за товщиною.
Неоднорідність горизонтальна, (рос. неоднородность горизонтальная; англ. horizontal inhomogeneity; нім. horizontale Inhomogenität f) — неоднорідність продуктивного пласта (прошарку) за його простяганням, яка проявляється в різних змінах товщини, виклинюванні пластів, переривчастості колекторів і пов'язана з фаціальними заміщеннями і виклинюванням, переміжністю зон, складених пісковиками, алевролітами, аргілітами і глинами по всій площі покладу, літологічними властивостями порід. Син. — неоднорідність зональна, неоднорідність по площі.
Неоднорідність за товщиною, (англ. еоднородность по толщине; англ. thickness inhomogeneity; нім. Dichteninhomogenität f) — один із проявів неоднорідності горизонтальної (зональної) — значна мінливість товщини продуктив-ного пласта по площі покладу. Син. — товщинна неоднорідність.
Неоднорідність зональна, (рос. еоднородность зональная; англ. zone inhomogeneity; нім. zonale Inhomogenität f) Див. неоднорідність горизонтальна.
Неоднорідність по площі, (рос. еоднородность по площади; англ. surface inhomogeneity; нім. horizontale Inhomogenität f) — Див. неоднорідність горизонтальна.
Верствувато-неоднорідний пласт — пласт, який складається з тонких прошарків або шарів, що відрізняються різною проникністю.